# Svenska flygvapnet
La Svenska flygvapnet, nota anche come Swedish Air Force, è l'elemento aeronautico delle forze armate svedesi.

## Storia

### Origini
Nel 1911 la marina svedese ricevette in dono un Blériot XI, mentre nel 1912 l’esercito svedese ricevette un Nieuport IV e un Breguet CU-1. L’aeronautica militare svedese è stata attivata il 1º luglio 1926 unendo le unità aeree dell’esercito e della marina e creando quattro squadroni, che vennero incrementati a sette nel 1936.

### Seconda guerra mondiale
All’inizio della Seconda guerra mondiale la forza aerea aveva avviato un processo di espansione. Nonostante la neutralità della Svezia, un’aeronautica consistente era ritenuta una delle necessità per prevenire invasioni e ingerenze da parte delle grandi potenze. Per sopperire alla carenza di petrolio importato da paesi in guerra, i combustibili aeronautici svedesi vennero prodotti raffinando scisto bituminoso. L’aeronautica svedese partecipò alla Guerra d’inverno inviando 12 J8A e 4 Hawker Hart con relativi piloti e staff, tutti su base volontaria, a sostegno della Finlandia. Al termine della Seconda guerra mondiale l’aeronautica svedese contava circa 600 aerei divisi in 16 squadroni, mentre all’inizio della guerra era composta da circa 180 aerei. Molti dei nuovi aerei consegnati vennero prodotti dalla neonata Saab.

### Guerra fredda

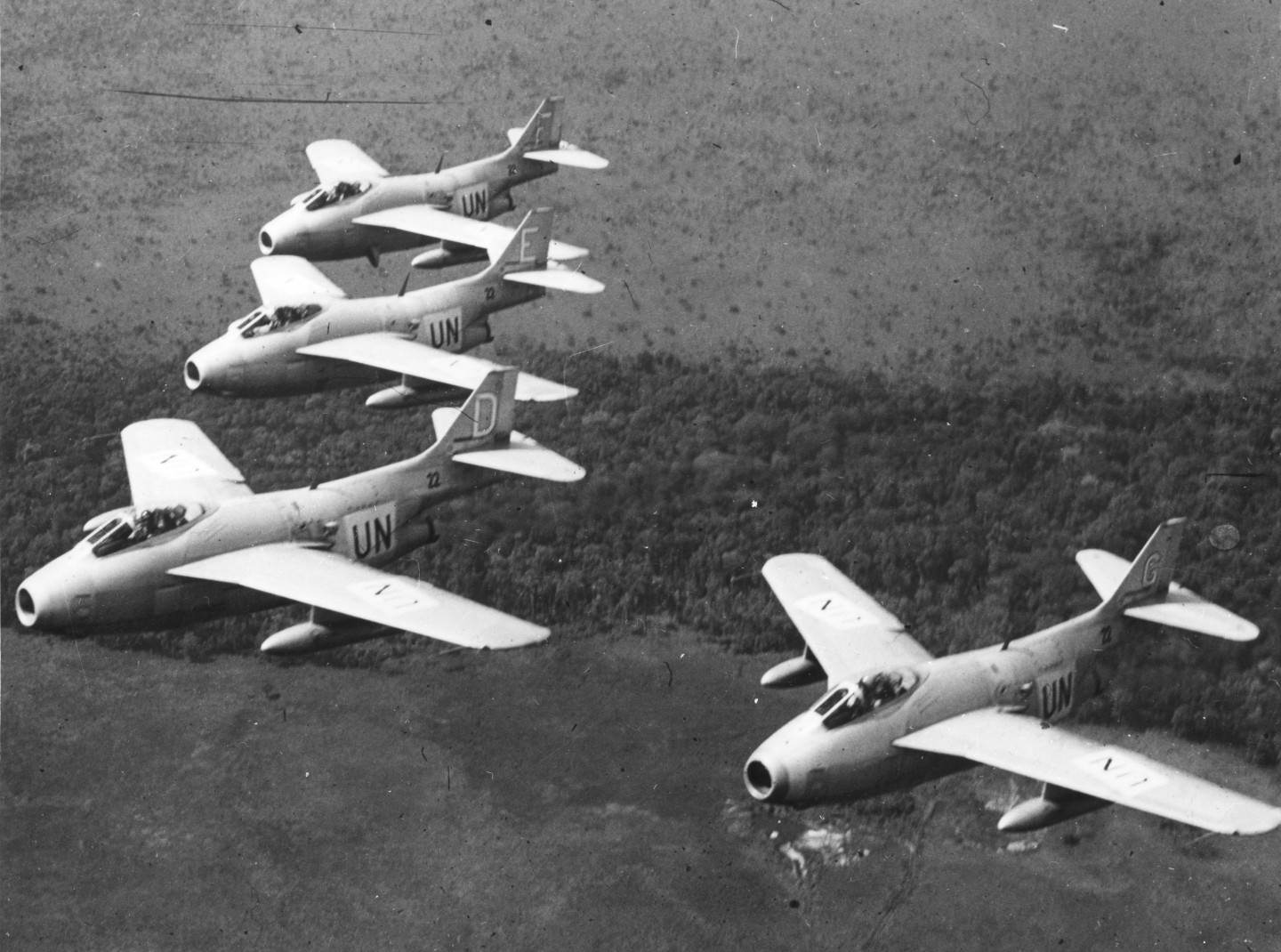
Quattro Saab 29 Tunnan in Congo

Al termine della Seconda guerra mondiale l’aeronautica svedese venne equipaggiata con aerei di importazione, come i P-51 e i DH.98 Mosquito e divenne il primo cliente estero del de Havilland DH.100 Vampire, seguiti dai locali Saab 29 Tunnan, Saab 32 Lansen e Saab 35 Draken. Tra il 1961 e il 1964 un reparto appositamente creato, il 22 UN Fighter Squadron, è stato dispiegato nella Crisi del Congo equipaggiato con 11 Tunnan a supporto delle operazioni delle Nazioni Unite. A partire dalla fine degli anni ’60 venne avviato un processo di riduzione dei reparti per ridurre i costi operativi.

### 1990 - oggi
Con la fine della Guerra fredda e la firma del Partenariato per la pace la Svenska Flygvapnet subì un processo di ristrutturazione, che ha comportato la chiusura di diverse basi e reparti e la dismissione di velivoli da combattimento. Dal 2002 è stata impiegata nell’ISAF, per il quale mise a disposizione dei C-130, di stanza tra il 2002 e il 2004 a Termez (Uzbekistan) e dal 2004 a Mazar-i Sharif, per incrementare la capacità di trasporto della coalizione. Nel 2011 ha preso parte alle manovre aeree dell’Operazione Unified Protector in Libia con cinque Gripen, un KC-130 e un S102.

## Aeromobili in uso
Sezione aggiornata annualmente in base al World Air Force di Flightglobal del corrente anno. Tale dossier non contempla UAV, aerei da trasporto VIP ed eventuali incidenti accorsi durante l'anno della sua pubblicazione. Modifiche giornaliere o mensili che potrebbero portare a discordanze nel tipo di modelli in servizio e nel loro numero rispetto a WAF, vengono apportate in base a siti specializzati, periodici mensili e bimestrali. Tali modifiche vengono apportate onde rendere quanto più aggiornata la tabella.
| Aeromobile                               | Origine        | Tipo                                     | Versione (denominazione locale) | In servizio (2024) | Note | Immagine |
| Aerei da combattimento                   |                |                                          |                                 |                    | |          |
| Saab JAS 39 Gripen                       | Svezia         | Caccia multiruoloconversione operativa   | JAS 39CJAS 39D                  | 7123               | Dei 204 Gripen che si intendeva immettere in servizio, 95 restano in servizio in Svezia (in quanto un Gripen C è andato perduto in un incidente ad aprile 2007). 14 delle versioni C/D sono in leasing alla Repubblica Ceca e 14 all'Ungheria e verranno restituiti alla Swedish Air Force alla fine del leasing nel 2016. Questi 95 esemplari sono stati sottoposti all'upgrade MS20 che gli ha permesso di adottare il missile aria-aria a lungo raggio MBDA Meteor e delle bombe Boeing GBU -39 SDB (Small Diameter Bomb). 60 Gripen E ordinati. Un JAS 39C è stato perso dopo una collisione con un uccello ad agosto 2018. |          |
| Aerei per impieghi speciali              |                |                                          |                                 |                    | |          |
| Saab S 100 Argus                         | Svezia         | AEW                                      | S100D                           | 2                  | 6 S100B consegnati a partire dal 2004. Due esemplari ceduti alla United Arab Emirates Air Force nel 2010 e due alla Reale Aeronautica militare thailandese nel 2011. Due esemplari donati all'Aeronautica militare ucraina il 29 maggio 2024. |          |
| SAAB DS Bombardier Global 6000 GlobalEye | Svezia Canada  | AEW&C                                    | S106                            | 0                  | 2 GlobalEye 6000 AEW&C (ridesignati S 106) ordinati il 30 giugno 2022 (più 2 in opzione) da consegnarsi a partire dal 2027. Uno degli aerei in opzione è stato ordinato il 27 giugno 2024, portando a 3 il numero degli esemplari da consegnare. |          |
| Gulfstream S102 Korpen                   | Stati Uniti    | ELINT SIGINT                             | S102B                           | 2                  | 2 S102B Korpen per intelligence elettronica (ELINT) consegnati. |          |
| Aeromobili a pilotaggio remoto - UAV     |                |                                          |                                 |                    | |          |
| SAGEM Sperwer                            | Francia        | UAV                                      | UAV Ugglan                      | 3                  | |          |
| Aerei per il rifornimento in volo        |                |                                          |                                 |                    | |          |
| Lockheed C-130 Hercules                  | Stati Uniti    | aereo per il rifornimento in volo        | KC-130E                         | 1                  | |          |
| Airbus A330 MRTT                         | Unione europea | aereo per rifornimento in volo           | A330 MRTT                       | 7                  | 9 aerei di proprietà della NATO, ordinati nell'ambito del programma Multinational MRTT Unit (MMU) sottoscritto da Germania, Norvegia, Repubblica Ceca, Paesi Bassi, Belgio e Lussemburgo. Gli aerei portano le insegne della KLu olandese in quanto basati presso la base operativa principale di Eindhoven (Paesi Bassi). Un ulteriore aereo è stato ordinato a settembre 2020, portando a 9 il numero degli esemplari ordinati. Il 19 novembre 2020 è stato consegnato il terzo esemplare (T-056), che oltre alle capacità di rifornimento in volo è equipaggiato con apparecchiature MEDEVAC presso la base operativa avanzata. Il 23 marzo 2023 è stato ordinato un ulteriore esemplare che porta a 10 gli esemplari complessi i ordinati. Il 24 giugno 2025, sono stati ordinati ulteriori due aerei (portando il totale a 12 esemplari ordinati) e viene ufficializzato l'ingresso di Svezia e Danimarca nella Multinational MRTT Fleet. |          |
| Aerei da trasporto                       |                |                                          |                                 |                    | |          |
| Lockheed C-130 Hercules                  | Stati Uniti    | aereo da trasporto                       | TP 84                           | 5                  | Verranno ritirati nel 2030. |          |
| Saab 340                                 | Svezia         | aereo da trasporto VIPaereo da trasporto | TP-100ATP-100B                  | 1                  | 4 Saab 340 acquistati partire dal 1990, due da trasporto VIP (TP-100A) e due da trasporto per il personale (TP-340B). Al novembre 2019 erano due gli aerei in servizio, uno di entrambe le versioni. |          |
| Gulfstream IV                            | Stati Uniti    | aereo da trasporto VIP                   | TP-102C                         | 1                  | 1 G-IVSP (ridesignato TP-102C) consegnato nel dicembre del 2000. |          |
| Gulfstream G550                          | Stati Uniti    | aereo da trasporto VIP                   | TP-102D                         | 1                  | 1 G550 (ridesignato TP-102D) consegnato nel giugno del 2011. |          |
| Boeing C-17 Globemaster III              | Stati Uniti    | aereo da trasporto strategico            | C-17A                           | 3                  | Assegnati all’Heavy Airlift Wing nell’ambito Strategic Airlift Capability, con registrazioni ungheresi ed equipaggi internazionali. |          |
| Embraer C-390 Millennium                 | Brasile        | Aereo da trasporto                       | C-390M                          | 0                  | Numero non precisato di C-390M selezionati il 9 novembre 2024. 4 C-390M ordinati ufficialmente il 1 aprile 2025. |          |
| Bombardier Global 6500                   | Canada         | aereo da trasporto VIP                   | TP-106                          | 0                  | 2 Global 6500 (ridesignati TP-106) di seconda mano destinati al trasporto VIP, ordinati alla Bombardier il 23 maggio 2025. |          |
| Aerei da addestramento                   |                |                                          |                                 |                    | |          |
| Grob G 120                               | Germania       | aereo da addestramento                   | SK 40                           | 7                  | 7 G 120TP ordinati il 5 maggio 2021. Ulteriori 3 G 120TP ordinati il 7 dicembre 2022. I primi tre G 120TP (ridesignati SK 40) sono stati consegnati il 15 marzo 2023 ed entrati ufficialmente in servizio il 4 aprile successivo. Gli ulteriori 3 G 120TP ordinati il 17 ottobre 2024, hanno portato a tredici in totale gli aerei ordinati. |          |
| Elicotteri                               |                |                                          |                                 |                    | |          |
| NHI NH90                                 | Unione europea | elicottero da trasportoASW               | Hkp.14EHkp.14F                  | 9                  | 18 NH90 (13 in configurazione TTH/SAR e 5 in configurazione ASW) ordinati il 21 settembre 2001 e tutti consegnati tra l'aprile 2011 e l'agosto 2019. 4 HKP 14E convertiti in configurazione ASW a partire 2016, che ha portato la flotta a 9 tipi di operazioni a terra HKP 14E e 9 modelli ASW HKP 14F. Il 1 novembre 2022, il capo generale della difesa svedese Micael Byden, rivelò che l'NH90 non fosse in grado di soddisfare le esigenze delle Forze Armate, e che tutta la flotta sarebbe stata ritirata tra il 2024 e il 2030. A partire dalla fine del 2022 e l'inizio del 2023, si è deciso di sottoporre tutti i diciotto elicotteri ad un processo di retrofit in Francia e Finlandia, includendo l’aggiunta di nuove attrezzature come il radar tattico e sonar (quest’ultimo per la versione navale). |          |
| Agusta A109                              | Italia         | elicottero da trasporto                  | HKP 15                          | 20                 | 20 consegnati e tutti in servizio al 2016. |          |
| Sikorsky UH-60 Black Hawk                | Stati Uniti    | elicottero da trasporto MedEvac          | UH-60M                          | 15                 | 15 UH-60M ordinati a maggio 2011 e consegnati tra il dicembre dello stesso anno ed il settembre del 2013. Ulteriori 12 UH-60M ordinati il 10 luglio 2024. |          |

## Aeromobili ritirati
- Saab Sk 60A/B/C - 150 esemplari (1966-2024)[51][52][53][54]
- Boeing Vertol Hkp4 Sea Knight - 6 esemplari (1998-2010)[55][56]
- Kawasaki Vertol Hkp4 Sea Knight - 4 esemplari (1998-2010)[55][56]
- FVM Ö1 Tummelisa
- de Havilland DH.60 Moth
- Heinkel HE 5
- Fokker C.V
- Raab-Katzenstein RK-26
- Svenska Aero Jaktfalken
- Hawker Hart
- Hawker Osprey
- Focke-Wulf Fw 44
- Klemm Kl 35
- North American T-6A/T-6B/SNJ-3/SNJ-4 Texan
- Consolidated PBY Catalina
- Northrop A-17
- Fieseler Fi 156
- Gloster Gladiator
- Junkers B3
- Fiat C.R.42
- Supermarine Spitfire PR Mk.19
- Bücker Bü 181B
- Heinkel He 115
- Reggiane Re.2000
- de Havilland Mosquito NF.Mk 19
- Douglas C-47 Dakota/Skytrain
- North American P-51D Mustang
- Saab 17
- Saab 18
- FFVS J 22
- de Havilland DH.104 Dove
- Saab J 21A-1
- Saab J 21A-2
- Saab J 21B
- Saab A 21A-3
- Saab A 21RA
- Saab A 21RB
- Saab 91 Safir
- de Havilland DH.100 Vampire Mk 1
- de Havilland DH.100 Vampire FB 50
- de Havilland DH.115 Vampire T 55
- de Havilland DH.112 Venom
- English Electric Canberra
- Saab J 29A Tunnan
- Saab J 29B Tunnan
- Saab A 29B Tunnan
- Saab S 29C Tunnan
- Saab J 29D Tunnan
- Saab J 29E Tunnan
- Saab J 29F Tunnan
- Saab A 29F Tunnan
- Vickers Varsity
- Percival P.66 Pembroke
- Saab A 32A Lansen
- Saab J 32B Lansen
- Saab S 32C Lansen
- Saab J 32D Lansen
- Saab J 32D Lansen
- Hawker Hunter Mk.50
- Sud Aviation Caravelle
- Saab J 35A Draken
- Saab J 35B Draken
- Saab J 35D Draken
- Saab J 35F Draken
- Saab J 35J Draken
- Saab S 35E Draken
- Saab Sk 35C Draken
- North American Sabreliner
- Boeing CH-46 Sea Knight
- MBB Bo 105
- Saab AJ 37 Viggen
- Saab JA 37 Viggen
- Saab SH 37 Viggen
- Saab SF 37 Viggen
- Saab SK 37 Viggen
- Scottish Aviation Bulldog
- Beechcraft Super King Air
- Fairchild Metro
- CASA C-212 Aviocar
- Cessna 404 Titan II
- Aérospatiale AS 332 Super Puma
- Agusta-Bell AB-412SP